# Josef von Škoda

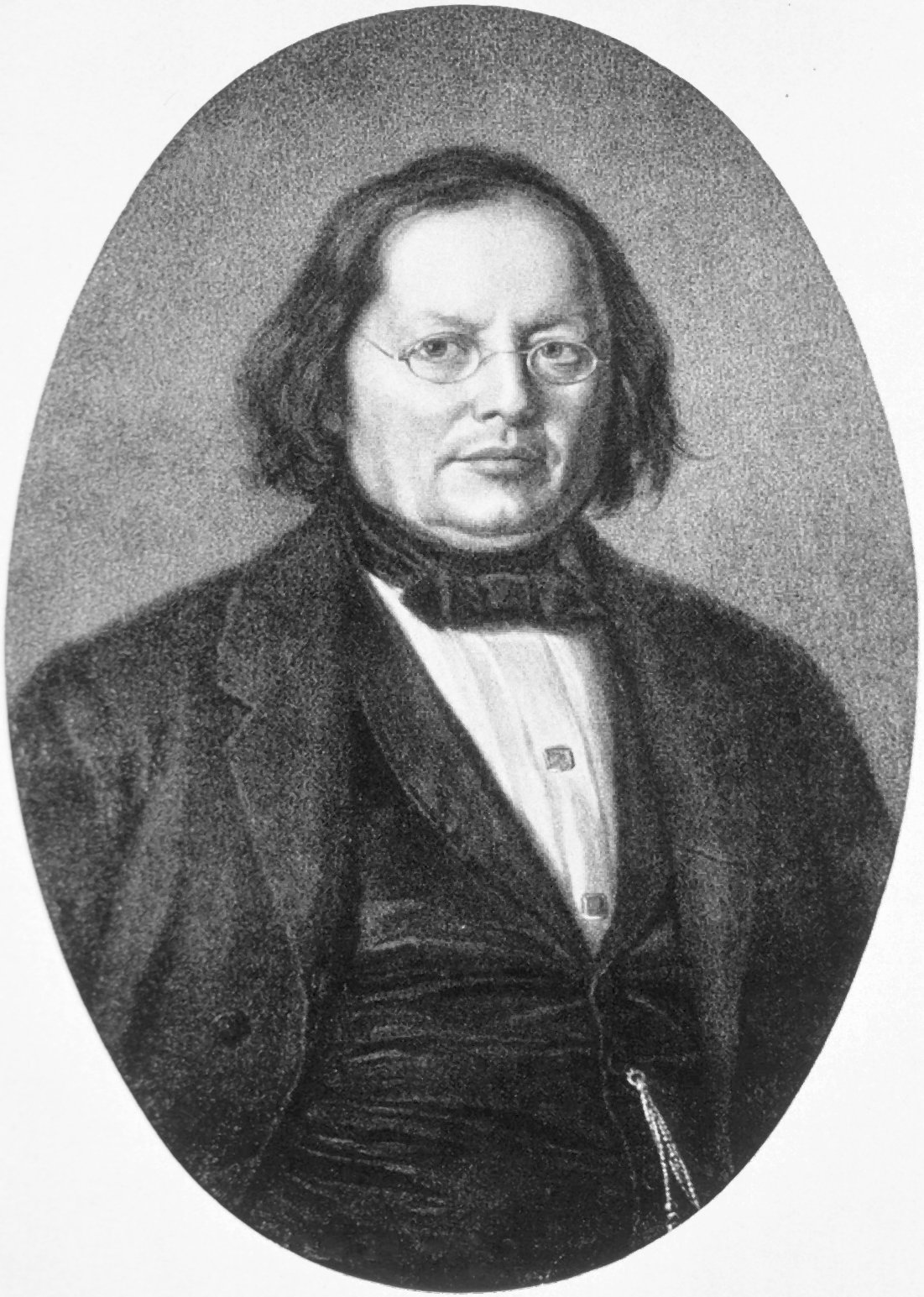
Josef von Škoda.

Josef von Škoda, född 10 december 1805 i Pilsen i Böhmen, död 13 juni 1884 i Wien, var en österrikisk läkare, farbror till Emil Škoda.
Škoda blev 1831 medicine doktor och 1846 professor vid universitetet i Wien, där han redan länge varit praktiserande läkare, från 1841 som överläkare vid allmänna sjukhuset. I medicinens historia vann han ett oförgätligt namn genom sin genomarbetning av den fysikaliska diagnostiken, som tack vare honom erhöll sin moderna gestaltning, i det han bland annat visade, att de fysikaliska företeelserna i och för sig inte representerar bestämda sjukdomsformer, utan endast häntyder på bestämda fysikaliska förhållanden och förändringar hos organen, vilka å sin sida genom kombination med resultaten av den patologiska anatomin ger läkaren möjlighet att diagnostisera en föreliggande sjukdom (Abhandlung über Perkussion und Auskultation, 1839). Utöver denna avhandling publicerade han endast några smärre meddelanden, men utövade i stället en så mycket mera betydande verksamhet som klinisk lärare.